# Fragan
Saint Fragan, serait prince d'Albanie ou d'Alba (d'Écosse), venu à la fin du IVe siècle ou au début du Ve pour évangéliser l'Armorique. Il est considéré comme saint par l'Église catholique.

## Fête liturgique
Il est fêté le 3 octobre (calendrier des saints bretons), et le 5 juillet par l'Église avec son épouse Gwenn, sans être inscrits au Martyrologe romain.

## Hagiographie
Saint Fragan serait venu d'Écosse pour évangéliser l'Armorique. Époux de sainte Gwenn. Il est le père des saints jumeaux Jagu et Guethenoc, de saint Guénolé, et de sainte Clervie. Il est également cousin de Riwall. 

### Son arrivée enBretagne
Il quitte l'île de Bretagne (Grande-Bretagne actuelle) et s’installe à Ploufragan (Côtes-d'Armor) vers la fin du IVe siècle ou peut-être vers 418 :

« De ces derniers fut un homme illustre du nom de Fracan, promesse d'une bienheureuse progéniture, cousin du roi breton Catovius, homme très célèbre selon le siècle. Pour encore, la semence demeurait cachée en ses reins, à la façon d'Abraham. Cet homme donc, avec ses deux jumeaux nommés Wethenoc et Jacut et leur mère du nom de Gwenn, qui est dite "aux trois mamelles" conformément au nombre de ses garçons ; leur sœur n'entra pas dans le compte des mamelles, l'Écriture n'ayant pas coutume de retracer la généalogie des femmes. Cet homme, dis-je, traversa avec un petit nombre d'autres la mer britannique et gagna en bateau l'Armorique, où l'on entendait dire qu'il restait une région encore inculte, exempte de calamités et en paix. Le souffle léger du Circius le conduisit en un port nommé Brahec. Parcourant aussitôt les alentours, il y découvrit un domaine qui n'était pas petit, tout entouré de bois et de taillis, et arrosé par les eaux d'une rivière appelée littéralement "Sang" (il s'agit du Gouët) et il entreprit de s'y installer avec les siens. »

### La fondation du château de Lesguen et la bataille deLochrist(auIVesiècle)
Il fut le fondateur du château de Lesguen (cours de Guen, Guen ou Gwen signifiant "Blanche" en breton), dit encore Lesven, dans l'actuelle commune de Plouguin :

« Fragan et Guen, se retirèrent en leur gouvernement et bâtirent, en la paroisse de Ploukin (Plouguin), diocèse de Léon, un beau château qui, du nom de la dame, fut nommé Les  -  Guen où ils firent leur nécessaire résidence. (...) Un jour saint Gwennolé étant par permission de saint Corentin, allé voir son père qui était pour lors en Léon, certains pirates païens, que Fragan avait chassés de Léon, du temps du feu roi Conan, revinrent en plus grand nombre, résolus de prendre terre et s'y habituer. Leur flotte ayant paru en mer, l'alarme se donna à la côte et Fragan, ayant amassé une petite armée à la hâte, encouragé par saint Guennolé, marche vers le rivage de la mer pour empêcher l'ennemi de descendre et, étant en la paroisse de Guic-Sesni (Guissény), près Lavengat, ils aperçurent la flotte ennemie en rade, si épaisse que les mâts de navire semblaient représenter une forêt, ce qu'étant vu par le conducteur de l'avant-garde, il s'écria Me a vel mil guern, c'est-à-dire "je vois mille mâts de navires". En mémoire de quoi, après la bataille fut dressée en ce lieu une croix qui encore à présent s'appelle Kroaz ar mil guern... Après la victoire, Guennolé exhorta son père et les chefs de l'armée d'employer le butin pris sur les ennemis pour bâtir un monastère en l'honneur de la Sainte Croix au même lieu où fut donnée la bataille qui s'appelait an Izel-Vez, en la paroisse de Plounévez, ce qui fut fait et fut nommé Loc-Christ... »

Cette bataille se serait déroulée en 401 et les pirates vaincus seraient des pirates normands, qui durent abandonner leur butin et retourner à leurs barques, ancrées sur la grève de Kernic. Les richesses récupérées par les Bretons furent utilisées pour la construction du monastère de Lochrist-an-Izelvet.

## Variantes
On peut le retrouver sous les noms : 
- En breton : Sant Fragan, Fracan, Fracant, Freganig, Fregant, Fregan, Fracanus, Fraganig ainsi que Fragana et Falgan en variante bretonne ;
- En irlandais : Fraochan.

## Toponymie
- La commune de Saint-Frégant (Finistère) doit son nom à saint Fragan
- La commune de Ploufragan (Côtes d'Armor)